# Sorin Lazăr
Sorin Lazăr (n. 19 martie 1962, Siriu, România) este un politician român, ales deputat în legislatura 2016–2020 în județul Buzău pe listele PSD. A demisionat în octombrie 2020 pentru a deveni consilier al Curții de Conturi pentru un mandat de 9 ani.